# NGC 7562A
NGC 7562A (другие обозначения — PGC 70880, UGC 12467, MCG 1-59-25, PGC 70881) — спиральная галактика (Sd) в созвездии Рыбы.
Этот объект не входит в число перечисленных в оригинальной редакции «Нового общего каталога» и был добавлен позднее.